# Su Qin
Su Qin (380 AC -284 AC), fu un influente stratega politico durante il periodo dei regni combattenti in Cina
Nacque a Chengxuan, nell'attuale provincia dell'Henan.
Secondo la leggenda Su Qin fu discepolo di Gui Guzi, il fondatore della Scuola della Diplomazia.
Fu convinto sostenitore del sistema di alleanza verticale, per creare un'alleanza di tutti gli Stati cinesi contro lo Stato cinese dei Qin. La teoria opposta, l'alleanza orizzontale affermava invece una alleanza con lo Stato di Qin.